# Loca (canción de Tan Biónica)
«Loca» es una canción del grupo musical argentino Tan Biónica, siendo el cuarto sencillo de su segundo álbum de estudio Obsesionario. Esta canción, junto a otras como «Ella», «Las cosas que pasan», «Ciudad mágica» y «La melodía de Dios», es una de las más reconocidas del grupo y contribuyó a expandir la fama del mismo tanto local como internacionalmente.

## Historia y descripción
Tras su lanzamiento, la canción fue muy bien recibida tanto por la crítica como por los fanáticos del grupo musical. Se la considera una de las mejores canciones del grupo, siendo una de las cinco canciones más escuchadas y mejores valoradas.
Chano le contaba lo siguiente a TN:

"«Loca» es un manifiesto desesperado de un hombre como yo, como vos, como cualquiera que, con su corazón en la mano, exclama el verdadero espanto que provocan las pasiones desmedidas".

En una entrevista con Estación K2, Chano dijo lo siguiente sobre la canción:

"«Loca» representa muchísimo en la vida de un hombre, todos tenemos una loca, creo que empieza, según Freud, por la madre. Y sigue eternamente propagándose una energía de amor y emocionalidad tremenda pero fundamentalmente de constante pérdida. Desde que adolecemos, nos hacemos grandes y renunciamos al cuidado de nuestros padres y creo que lamentablemente el amor es mágico, es un sentimiento hermoso, pero es una constante renuncia".

## Video musical
El video musical de «Loca» fue grabado en el Teatro Argentino de La Plata, ciudad de La Plata. Se puede observar como Chano se encuentra cantando sentado en el borde del techo del recinto, dando a entender que quería quitarse la vida. Debajo, una multitud de gente y periodistas miran con preocupación. Llega un cuerpo de bomberos, y aparece Seby Seoane tocando la guitarra arriba del camión. Finalmente, los bomberos logran rescatar a Chano, y la gente lo celebra. Lo sacan del lugar y lo llevan hacia una ambulancia, donde estarían todos los Tan Biónica.